# Belba heterosetosa
Belba heterosetosa är en kvalsterart som beskrevs av Bayartogtokh 2004. Belba heterosetosa ingår i släktet Belba och familjen Damaeidae. Inga underarter finns listade.